# Luke Grimes
Luke Timothy Grimes (Dayton, Ohio, 21 de Janeiro de 1984) é um ator e modelo norte-americano.

## Biografia
Grimes nasceu em Ohio, na zona rural, em uma família com devoção religiosa. É o caçula de uma família bastante religiosa. Seu pai e um dos seus irmãos são pastores. Decidido a seguir carreira de ator, Grimes se mudou para Nova York, para estudar interpretação na conceituada Academia Americana de Artes Dramáticas. Com todo o apoio dos pais, que investiram no filho. "Eles hipotecaram a casa para pagar o curso. Rezaram e se sentiram bem com isso", diz, em entrevista à revista V Magazine.
Luke já apareceu em Tudo Por Ela, e War Eagle, Arkansas. Também apareceu em Provas e Trapaças, o filme estreou em março de 2009 e teve um lançamento limitado. Apareceu recentemente no drama produzido pela ABC, Brothers & Sisters no início de março como "Ryan Lafferty", o filho ilegítimo de "William Walker", patriarca da família do seriado. Novato, é a primeira vez que Grimes participa de uma série de televisão derrotando Scott Porter e Jason Ritter entre outros, para o papel. 
A persistência e as economias o levaram a Hollywood. E o talento, a Brothers & Sisters.
Um dos protagonistas interpretados pelo ator foi em "Região fora da lei", filme pouco conhecido mas com um contexto interessante, em que ele, garoto criado por uma mãe viciada em drogas e pelo seu tio poderoso na região, porem também criminoso, encontra a redenção através do amor.
Interpretará Elliot Grey, o irmão do Christian Grey, na trilogia de Cinquenta Tons de Cinza.

## Filmografia
| Filmes    | Filmes                                   | Filmes                  | Filmes        |
| Ano       | Título Original                          | Título (Brasil)         | Papel         |
| --------- | ---------------------------------------- | ----------------------- | ------------- |
| 2006      | All the Boys Love Mandy Lane             | Tudo Por Ela            | Jake          |
| 2007      | War Eagle, Arkansas                      | War Eagle, Arkansas     | Enoch         |
| 2008      | Assassination of a High School President | Provas e Trapaças       | Marlon Piazza |
| 2010      | Shit Year                                | Shit Year               | Harvey West   |
| 2012      | Taken 2 (filme)                          | Busca Implacável 2      | Jamie         |
| 2013      | The Wait (filme)                         |                         | Ben           |
| 2015      | Fifty Shades Of Grey (filme)             | Cinquenta Tons de Cinza | Elliot Grey   |
| Séries    |                                          |                         |               |
| Ano       | Título                                   | Papel                   | Notas         |
| 2009-2010 | Brothers & Sisters                       | Ryan Lafferty           | 33 episódios  |
| 2013      | True Blood                               | James                   | 5 episódios   |

## Prêmios e indicações
| Prêmios | Prêmios   | Prêmios                       | Prêmios                              | Prêmios             |
| Ano     | Resultado | Premiação                     | Categoria                            | Título              |
| ------- | --------- | ----------------------------- | ------------------------------------ | ------------------- |
| 2008    | Venceu    | Breckenridge Festival of Film | Melhor Ator (coadjuvante/secundário) | War Eagle, Arkansas |